# Cairns (cratera)
Cairns é uma cratera marciana. Tem como característica 8.6 quilômetros de diâmetro. Deve o seu nome a Cairns, uma cidade em Queensland, na Austrália.